# بردية إيرمان
بردية إيرمان ( P. Berlin 3027 ) هي بردية طبية مصرية قديمة. تم الاحتفاظ بخمسة عشر عمودًا من البرديات أو البردى، تسعة منها في الجانب الأيسر وستة في الجانب الأيمن من البردية. يعود تاريخ البردية إلى نهاية الفترة الانتقالية الثانية، قبل حوالي 1660 عام قبل الميلاد.
تم تسليم البردية إلى المتحف المصري في برلين عام 1886م، وتم نشرها لأول مرة عن طريق أدولف إيرمان عام 1901م، محتوى البردية عمومًا يكون حول أمور الولادة وصحة الأطفال، ويحتوي على وصفتين لأمراض الطفولة المجهولة غير معروفة المصدر والعديد من التعويذات السحرية لتسهيل الولادة وحماية الأطفال الرضع.